# هليون أبيض
الهليون الأبيض (بالإنجليزية: Asparagus albus)‏ هو نوع واسع الانتشار من النباتات المزهرة في فصيلة الهليونيات، موطنه الأصلي غرب ووسط البحر الأبيض المتوسط.